# Quohren (Kreischa)
Quohren ist ein Ortsteil der Gemeinde Kreischa im Landkreis Sächsische Schweiz-Osterzgebirge. Der Ort befindet sich 12 km Luftlinie südlich von Dresden.

## Geografie
Quohren ist ein typisches Waldhufendorf. Der Ort befindet sich im Kreischaer Becken auf etwa 260 Metern Meereshöhe und fällt in östliche Richtung nach Kreischa hin ab. Südlich des Orts befindet sich mit der Quohrener Kipse (452 m) ein Berg der Karsdorfer Verwerfung.

### Nachbarorte
| Possendorf | Kleincarsdorf                               | Zscheckwitz |
| Börnchen   | Kompassrose, die auf Nachbargemeinden zeigt | Kreischa    |
| Karsdorf   | Hermsdorf am Wilisch                        | Lungkwitz   |

## Geschichte

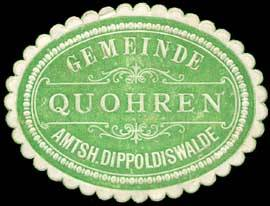
Siegelmarke der Gemeinde Quoren

Die urkundliche Ersterwähnung des Ortes datiert in das Jahr 1350 als Tworne. Der Name und die frühere Umzäunung weist auf eine slawische Gründung hin. So bedeutet die altslawische Bezeichnung Tworna „die Schaffende“ und weist auf eine slawische Gottheit hin.
Das Dorf gehörte um 1350 zunächst zur Burggrafschaft Dohna, wobei es Alusche, die Witwe des Burggrafen Fisko, als Leibgedinge erhielt. 1397 verkaufte es Jeschke von Donin dem Dresdner Ratsherren Lorenz Buschmann für 100 Goldgulden.
Bald danach wird es vom castrum Dresden verwaltet und gehört von 1412 bis ins 17. Jahrhundert dem Rat zu Dresden und ist Dresdner Amtsdorf. Der Grundbesitz liegt erst ab 1684 beim Rittergut Zscheckwitz.
In der Reformationszeit soll Quohren das letzte Dorf Kursachsens gewesen sein, das zur lutherischen Kirche übertrat.
1785 wohnten im Ort 13 Bauern, 11 Gärtner und 11 Häusler. Auf dem fruchtbaren Boden wurde besonders Weizen angebaut, da sich das Stroh zum Flechten gut verwenden ließ. Am östlichen Dorfende befand sich die Obermühle. In den geschützten Lagen fand extensiver Obstanbau statt. 1805 zählte man hier 10 000 tragende Obstbäume, welche dem napoleonischen Krieg zum Opfer fielen.
1805 gründet Quohren ein eigenes Schulwesen, die später gebaute Schule bestand als Bildungseinrichtung bis 1973. Ab 1838 wurde der Ort gemäß der Sächsischen Landgemeindeordnung von 1838 selbständige politische Gemeinde.
1858 schloss Joseph Klingsohr mit den Gutsbesitzern von Quohren einen Vertrag ab, wonach diese für jeden Scheffel Land 300 Mark erhalten sollen, falls Steinkohle wie im Döhlener Becken gefunden würde. Jedoch zeigte ein Versuchsschacht von fast 100 m Tiefe wenig Höffigkeit und wurde nach 1870 zugeschüttet.
Ab 1856 zum Gerichtsamt Dippoldiswalde gehörig, wird Quohren ab 1875 Teil der Amtshauptmannschaft Dippoldiswalde. 1952 kommt der Ort zum Kreis Freital, Kleincarsdorf wird Ortsteil. Seit der Eingemeindung am 2. Januar 1971 teilt Quohren die Geschichte von Kreischa.
Bis 2001 war Quohren nach Possendorf gepfarrt.

### Entwicklung der Einwohnerzahl
| - 1564: 27 besessene Mann, 4 Häusler - 1764: 32 besessene Mann, 2 Gärtner, 4 Häusler - 1834: 334 - 1871: 424 - 1890: 472 - 1910: 416 - 1925: 424 | - 1939: 435 - 1946: 530 - 1950: 544 - 1995: 248 - 2004: 317 - 2010: 365 - 2018: 412 |

## Persönlichkeiten
- Johann Gottlieb Ziehnert (1785–1856), evangelischer Theologe und Schriftsteller
- Helmut Nickel (1924–2019), Kunsthistoriker, Comiczeichner und -autor